# Therese Rie
Therese Rie (* 1. Jänner 1878 in Wien als Therese Herz; † 23. Juli 1934 ebenda) war eine österreichische Schriftstellerin, Journalistin und Musikkritikerin.

## Leben
Therese Rie war Tochter des Wiener Kinderarztes Maximilian Herz. Sie wuchs im bildungsbetonten Milieu des säkularisierten jüdischen Bürgertums auf. Sie begann bald nach ihrer Verheiratung (1901 mit dem aus Prag stammenden Kaufmann Kurt Rie) mit journalistischen Arbeiten. Für die österreichische Zeitschrift Der Merker ebenso wie für die Vossische Zeitung schrieb sie Opern- und Theaterkritiken. Gut bekannt war sie mit dem Komponisten Hans Pfitzner, an dessen Palestrina-Textbuch sie Anteil hatte.
Nach der Geburt des Sohnes Robert (1904–1981), einem 1938 in die Vereinigten Staaten emigrierten Juristen und Germanisten, und dem Tod des Mannes Kurt (1875–1908) begann sie auch eigenständige belletristische Arbeiten zu publizieren, beginnend mit der Kurzgeschichtensammlung Die Augen des Hieronymus (1905). Dabei benutzte sie das Pseudonym „L. Andro“, später meist in der gelüfteten Form „L. Andro (Therese Rie)“.
Insgesamt veröffentlichte Therese Rie sechs Romane, dazu mehrere Novellenbände und Essays. Thematische Schwerpunkte bilden einerseits das Leben von Künstlerinnen, so im Schauspieler-Roman Komödiantin Dora X von 1920 und im Sänger-Roman Vox Humana (der die Laufbahn der Opernsängerin Wilhelmine Schröder-Devrient nachzeichnet) von 1928, andererseits phantastische Stoffe, so in dem Kriminalroman Das entschwundene Ich von 1924 und der Werwolf-Novelle Das Tier im Walde (1928; Zeitschriftenveröffentlichung 1925).
Darüber hinaus hat Therese Rie unter anderem Werke von Romain Rolland und Henri Barbusse aus dem Französischen übersetzt.

## Werke (Auswahl)
- Die Augen des Hieronymus. Novellen (1905)
- Lilli Lehmann. Essay (1907)
- Das offene Tor. Roman (1909)
- Der Tod des Tristan. Drama (1911)
- Sancta Clara. Roman (1913)
- Die Liebende. Novellen (1913). Neuausgabe Hofenberg, Berlin 2022, ISBN 978-3-7437-4344-1.
- Komödiantin Dora X. Roman (1920)
- Der Klimenole. Roman (1923)
- Das entschwundene Ich. Roman (1924)
- Das Tier im Walde. Novelle (1928)
- Vox Humana. Das Leben einer Sängerin. (Wilhelmine Schröder-Devrient) (1928)